# پرووز (باشقیرستان)
پرووز (به لاتین: Perevoz) یک منطقهٔ مسکونی در روسیه است که در باشقیرستان واقع شده‌است.